# 周寧 (台灣)
周寧為台灣男性配音員、廣播節目主持人、世新大學廣播電視電影學系講師。世界新聞專科學校廣播電視科畢業。

## 廣播經歷
- 台北市政廣播電台播音員（1983－1984、1986）
- 警廣調頻全國服務網《午後歌聲》節目主持人（1987年5月1日－1988年3月31日）
- 警廣交通網台北台《周寧時間》節目主持人（1987年12月1日－2012年4月30日）

## 配音作品
- 主要角色名稱以粗體顯示。
- 以下皆為國語配音。

### 台灣戲劇
| 播映年份 | 作品名稱       | 配演角色    | 角色演員      | 配音領班 | 首播平台 | 備註             |
| -------- | -------------- | ----------- | ------------- | -------- | -------- | ---------------- |
| 1993     | 戲說慈禧       | 肅順        | 馬景濤        | 徐健春   | 中視     |                  |
| 1998     | 虬髯客與紅拂女 | 呂將 李世民 | 藍文青 焦恩俊 | 杜滿生   | 超視     |                  |
| 1998     | 霹靂菩薩       | 追風        | 楊佩衡        | 杜滿生   |          | 單元三：殺手有情 |
| 1998     | 帝王之旅       | 華大柱      | 趙擎          |          | 華視     |                  |

### 電視節目旁白
- 公共電視節目《人之初》：卓越傳播，1988年。
- 華視《一寸河山一寸血》：卓越傳播，1995年。
- 《二次大戰全彩實錄》：探索頻道，2010年。

### 中國大陸戲劇
| 播映年份 | 作品名稱 | 配演角色           | 角色演員         | 配音領班 | 首播平台 | 備註 |
| -------- | -------- | ------------------ | ---------------- | -------- | -------- | ---- |
| 2003     | 金劍鵰翎 | 單宏章 杜九 南逸公 | 王冰 苗強 黃永剛 | 康殿宏   |          |      |

### 日本動畫
| 播映年份 | 作品名稱       | 配演角色                                                                        | 首播平台   | 備註                       |
| -------- | -------------- | ------------------------------------------------------------------------------- | ---------- | -------------------------- |
| 1989     | 機動戰士鋼彈ZZ | 蒙多·雅加凱                                                                     | 華視       |                            |
| 1993     | 橫山光輝三國志 | 劉備（1到4集） 曹操（41到43集） 曹洪 丁原                                       | 台視       |                            |
| 1999     | 庫洛魔法使     | 木之本桃矢 思皮尼爾·桑／思皮                                                    | 衛視中文台 | 與華視版本不同             |
| 1999     | 中華一番       | 解魯（解師傅） 李嚴 駱可 阿魯 朗文大師 小單 連總督 胡大人 鮑大人 哈里 羅歇 皇上 | 台視       | 領班                       |
| 1999     | 湯姆歷險記     | 吉姆‧霍利斯 約翰‧羅傑斯 莫夫‧波特                                               | 中都卡通台 | 與中視版本不同             |
| 1999     | 魔術士歐菲     | 哈帝亞                                                                          | 中都卡通台 |                            |
| 2000     | 麻辣教師GTO    | 鬼塚英吉                                                                        | 中視       | 與超視、衛視電影台版本不同 |
| 2011     | 魔幻石之戰     | 巴爾達                                                                          | 卡通頻道   |                            |
| 2014     | 噬血狂襲       | 迪米特列·瓦特拉 魯道夫·奧斯塔赫 摩怪 葉瀨賢生 內田遼 修特拉·D                   | Animax     |                            |
| 2014     | 境界的彼方     | 藤真彌勒                                                                        | Animax     |                            |

- 《龍龍與忠狗》：傑漢‧達斯、巴斯‧羅傑斯※TVBS-G版本
- 《封神演義》：楊戩、申公豹※衛視中文台版本
- 《魯邦三世》：次元大介※超視版本
- 《核爆末世錄》：三島鬼兵、石川源內、梶井五次郎
- 《噬血狂襲OVA》：迪米特列·瓦特拉、曉牙城、摩怪

### 歐美動畫
- 《飛哥與小佛》：漢斯·杜芬舒斯、布佛·凡·斯東、凱爾※第一季後期起
- 《魚樂圈》：奧斯卡
- 《阿甘妙世界》：戴綏校長、賴皮、芭樂、異形、飛飛
- 《旋風忍者》：胡大師、阿剛的父親、柳若
- 《終極蜘蛛俠》：章魚博士、馬克·波特、工友
- 《卡片王子大暴走》：小廣

### 韓劇
- 《灰姑娘的姐姐》：韓正宇※tvN版本
- 《清潭洞愛麗絲》：韓德基、文在旭※ONE TV版本
- 《繼承者們》：尹燦榮、李孝信、金元※ONE TV版本

### 日本動畫電影
- 《神隱少女》：父役、青蛙
- 《貓的報恩》：多多
- 《庫洛魔法使劇場版：小櫻的香港之旅》：木之本桃矢
- 《庫洛魔法使劇場版：被封印的卡片》：木之本桃矢

### 歐美動畫電影
- 《森林王子》：謝利
- 《阿拉丁與大盜之王》：曹陸
- 《怪獸大學》：泰銳
- 《大英雄天團》：格利

※《Cars 3：閃電再起》：高竿 (原配音員：傑夫戈登

### 海外電影
- 《101真狗》：羅傑

### 海外遊戲
- 《真·三國無雙》：劉備、許褚、周瑜
- 《世紀帝國2》：對話語音、部分旁白
- 《劍靈》：史峰、無名、青雲
- 《鬥陣特攻》：哈爾-佛烈德·格里區博特

## 外部連結
- 翡翠湖 121014 鵬弟昇輝 周寧訪談 （页面存档备份，存于）
- 20140419 第154集 達人上菜 24年又5個月的傳奇 「塞車王子」周寧

1. ↑  第一季後期起